# منذر أبو عمارة
منذر أبو عمارة لاعب كرة قدم أردني يلعب لدى نادي الفحيحيل الكويتي ويلعب كذلك لدى المنتخب الأردني في مركز جناح أيمن.
لعب مع المنتخب بتصفيات اولمبياد لندن حيث برز بشكل لافت ليصبح محظ أنظار المدير الفني للمنتخب الأردني الأول العراقي عدنان حمد والذي اختاره للمشاركة في دورة الألعاب العربية الثانية عشرة 2011.

## روابط خارجية
- منذر أبو عمارة على موقع قاعدة بيانات كرة القدم.إي يو (الإنجليزية)
- منذر أبو عمارة على موقع ناشيونال فوتبول تيمز (الإنجليزية)
- منذر أبو عمارة على موقع Soccerway.com (الإنجليزية)
- منذر أبو عمارة على موقع كووورة